# Lilla tjärnen (Brattfors socken, Värmalnd)
Lilla tjärnen är en sjö i Filipstads kommun i Värmland och ingår i Göta älvs huvudavrinningsområde. Lilla tjärnen ligger i Brattfors brandfält Natura 2000-område.